# Luis Antonio Valencia
Luis Antonio Valencia Mosquera (Nueva Loja, 4 agosto 1985) è un ex calciatore ecuadoriano, di ruolo difensore o centrocampista.

## Caratteristiche tecniche
Soprannominato El Ferrari per la sua incredibile velocità, secondo uno studio condotto dalla UEFA nel 2013, al tempo risultava essere il calciatore vivente più veloce al mondo, potendo raggiungere palla al piede i 35,1 km/h. Terzino dalle grandi doti balistiche, è un calciatore polivalente capace di ricoprire qualsiasi ruolo sulla fascia destra, come il centrocampista centrale, l'ala e l'esterno offensivo; Valencia è inoltre abilissimo nel curare sia la fase difensiva che nell'innescare veloci azioni d'attacco. Rapido nel fraseggio e dotato di un buon dribbling con cui liberarsi dal diretto marcatore, le sue progressioni sulla corsia destra lo portano talvolta ad addentrarsi anche nei settori non di sua competenza, da cui può facilmente pensare al tiro in porta o temporeggiare per liberare i compagni di gioco, servendoli con assist e passaggi filtranti.

## Carriera

### Club

#### Esordi, esperienza in Spagna e Wigan
Ha iniziato la sua carriera nelle file del El Nacional e si è trasferito al Villarreal, nel campionato spagnolo, nel 2005. È stato in prestito al Recreativo de Huelva per la maggior parte della stagione 2005-06.
All'inizio della stagione 2006-07 è stato acquistato dal Wigan Athletic, club inglese che milita nella Premier League, inizialmente in prestito per un anno. Ha fatto il suo esordio nel Wigan il 19 agosto 2006 in una sconfitta per 2-1 contro il Newcastle United, mentre ha segnato il suo primo gol contro il Manchester City il 21 ottobre 2006. Il prestito è stato esteso per la stagione seguente, e il 18 gennaio 2008 si è trasferito al Wigan a titolo definitivo, con un contratto di tre anni e mezzo.

#### Manchester United
Il 30 giugno 2009 passa al Manchester United firmando un contratto quadriennale e andando a giocare nel ruolo che era di Cristiano Ronaldo, appena partito per Madrid. Il 14 settembre dell'anno seguente, durante il match di Champions League contro il Rangers, ha subito un gravissimo infortunio, fratturandosi tibia e perone della gamba sinistra in un contrasto con Kirk Broadfoot. Valencia è tornato a giocare in un match contro l'Arsenal nei quarti di finale della FA Cup, il risultato è stato 2-0 a favore del Manchester United. Durante l'incontro, egli ha cercato di trovare il suo gioco abituale, creando occasioni di pericolo sul lato destro. Il 9 aprile 2011, ha segnato il suo primo gol stagionale dopo l'infortunio, siglando il secondo gol nella vittoria per 2 a 0 del Manchester United sul Fulham nella 32ª giornata del campionato inglese. Ha segnato il primo dei 4 gol che fatti dal Manchester United all'Old Trafford contro lo Schalke 04, oltre all'assist per il secondo gol segnato da Darron Gibson. Il 1º agosto 2011 rinnova il suo contratto con il Manchester United fino al 2015.
Inizia la stagione 2013-14 con la vittoria per 2-0 in Community Shield ai danni della retrocesso Wigan. Il primo gol stagionale arriva in Champions League nella gara Manchester United-Bayer Leverkusen 4-2, mentre il primo gol in campionato arriva il 2 novembre 2013 nella gara in trasferta Fulham-Manchester United 1-3.
La prima presenza della stagione 2014-15 la trova il 24 agosto nella partita pareggiata 1-1 sul campo del Sunderland giocando da esterno destro nel nuovo modulo di Louis van Gaal: il 3-4-1-2. Il 22 novembre 2014 grazie ad un suo tiro-corss provoca l'autogol di Kieran Gibbs nella partita vinta con il punteggio di 1-2 sul campo dell'Arsenal. Nella gara successiva vinta in casa sull'Hull City con il punteggio di 3-0 raggiunge quota 200 presenze in totale con la maglia del Manchester United. Nella stagione 2018-19, dopo il ritiro del compagno Michael Carrick, è il nuovo capitano della squadra.

#### LDU Quito
Dopo essere rimasto svincolato, firma un contratto con la LDU Quito.

#### Queretaro e ritiro
Il 27 novembre 2020 viene tesserato dal Querétaro; il 12 maggio 2021 annuncia il proprio ritiro dal calcio giocato a causa di problemi cronici al ginocchio.

### Nazionale
Ha ottenuto la prima presenza in nazionale ecuadoriana il 5 settembre 2004, in una partita di qualificazione al campionato del mondo 2006 contro l'Uruguay. Con la selezione del suo paese ha quindi preso parte alla fase finale del torneo, in Germania, venendo inoltre selezionato come uno dei sei candidati per il premio come miglior giovane della rassegna, poi vinto da Lukas Podolski. Alla fine della stagione 2013-14 viene convocato dalla sua nazionale per giocare ai mondiali in Brasile del 2014. Viene poi convocato per la Copa América Centenario negli Stati Uniti.

## Statistiche

### Presenze e reti nei club
Statistiche aggiornate al termine della carriera da calciatore.
| Stagione                 | Squadra                  | Campionato               | Campionato | Campionato | Coppe nazionali | Coppe nazionali | Coppe nazionali | Coppe continentali | Coppe continentali | Coppe continentali | Altre coppe | Altre coppe | Altre coppe | Totale | Totale |
| Stagione                 | Squadra                  | Comp                     | Pres       | Reti       | Comp            | Pres            | Reti            | Comp               | Pres               | Reti               | Comp        | Pres        | Reti        | Pres   | Reti   |
| ------------------------ | ------------------------ | ------------------------ | ---------- | ---------- | --------------- | --------------- | --------------- | ------------------ | ------------------ | ------------------ | ----------- | ----------- | ----------- | ------ | ------ |
| 2003                     | El Nacional              | A                        | 27+2       | 2+1        |                 | -               | -               |                    | -                  | -                  |             | -           | -           | 29     | 3      |
| 2004                     | El Nacional              | A                        | 42         | 5          |                 | -               | -               | CL                 | 3                  | 0                  |             | -           | -           | 45     | 5      |
| gen.-lug.2005            | El Nacional              | A                        | 14         | 4          |                 | -               | -               |                    | -                  | -                  |             | -           | -           | 14     | 4      |
| Totale El Nacional       | Totale El Nacional       | Totale El Nacional       | 85         | 12         |                 | -               | -               |                    | 3                  | 0                  |             | -           | -           | 88     | 12     |
| 2005-gen. 2006           | Villarreal               | PD                       | 2          | 0          | CR              | 0               | 0               | UCL                | 0                  | 0                  | -           | -           | -           | 2      | 0      |
| gen.-giu. 2006           | Recreativo Huelva        | SD                       | 12         | 0          | CR              | -               | -               | -                  | -                  | -                  | -           | -           | -           | 12     | 0      |
| 2006-2007                | Wigan                    | PL                       | 22         | 1          | FACup+CdL       | 0               | 0               | -                  | -                  | -                  | -           | -           | -           | 22     | 1      |
| 2007-2008                | Wigan                    | PL                       | 31         | 3          | FACup+CdL       | 1+0             | 0               | -                  | -                  | -                  | -           | -           | -           | 32     | 3      |
| 2008-2009                | Wigan                    | PL                       | 31         | 3          | FACup+CdL       | 1+3             | 0               | -                  | -                  | -                  | -           | -           | -           | 35     | 3      |
| Totale Wigan             | Totale Wigan             | Totale Wigan             | 84         | 7          |                 | 2+3             | 0               |                    | -                  | -                  |             | -           | -           | 89     | 7      |
| 2009-2010                | Manchester United        | PL                       | 34         | 5          | FACup+CdL       | 1+4             | 0+0             | UCL                | 9                  | 2                  | CS          | 1           | 0           | 49     | 7      |
| 2010-2011                | Manchester United        | PL                       | 10         | 1          | FACup+CdL       | 2+0             | 0+0             | UCL                | 7                  | 3                  | CS          | 1           | 1           | 20     | 5      |
| 2011-2012                | Manchester United        | PL                       | 27         | 4          | FACup+CdL       | 2+3             | 0+1             | UCL+UEL            | 5+1                | 1+0                | CS          | 0           | 0           | 38     | 6      |
| 2012-2013                | Manchester United        | PL                       | 30         | 1          | FACup+CdL       | 6+0             | 0+0             | UCL                | 4                  | 0                  | -           | -           | -           | 40     | 1      |
| 2013-2014                | Manchester United        | PL                       | 29         | 2          | FACup+CdL       | 1+3             | 0+0             | UCL                | 10                 | 2                  | CS          | 1           | 0           | 44     | 4      |
| 2014-2015                | Manchester United        | PL                       | 32         | 0          | FACup+CdL       | 3+0             | 0+0             | -                  | -                  | -                  | -           | -           | -           | 35     | 0      |
| 2015-2016                | Manchester United        | PL                       | 14         | 0          | FACup+CdL       | 3+1             | 0+0             | UCL+UEL            | 3+1                | 0                  | -           | -           | -           | 22     | 0      |
| 2016-2017                | Manchester United        | PL                       | 28         | 1          | FACup+CdL       | 1+4             | 0+0             | UEL                | 9                  | 0                  | CS          | 1           | 0           | 43     | 1      |
| 2017-2018                | Manchester United        | PL                       | 31         | 3          | FACup+CdL       | 3+0             | 0+0             | UCL                | 4                  | 0                  | SU          | 1           | 0           | 39     | 3      |
| 2018-2019                | Manchester United        | PL                       | 6          | 0          | FACup+CdL       | 0+0             | 0+0             | UCL                | 3                  | 0                  | -           | -           | -           | 9      | 0      |
| Totale Manchester United | Totale Manchester United | Totale Manchester United | 241        | 17         |                 | 22+15           | 0+1             |                    | 56                 | 6                  |             | 5           | 1           | 339    | 25     |
| 2019                     | LDU Quito                | A                        | 10+1       | 0+0        |                 | -               | -               | CL                 | 4                  | 0                  |             | -           | -           | 15     | 0      |
| 2020                     | LDU Quito                | A                        | 4          | 0          |                 | -               | -               | CL                 | 2                  | 0                  | SE          | 1           | 0           | 7      | 0      |
| Totale LDU Quito         | Totale LDU Quito         | Totale LDU Quito         | 15         | 0          |                 | -               | -               |                    | 6                  | 0                  |             | 1           | 0           | 22     | 0      |
| 2020-21                  | Querétaro                | PD                       | 14+1       | 1+0        |                 | -               | -               |                    | -                  | -                  |             | -           | -           | 15     | 1      |
| Totale carriera          | Totale carriera          | Totale carriera          | 454        | 37         |                 | 42              | 1               |                    | 65                 | 6                  |             | 6           | 1           | 567    | 45     |

### Cronologia presenze e reti in nazionale
| Cronologia completa delle presenze e delle reti in nazionale ― Ecuador | Cronologia completa delle presenze e delle reti in nazionale ― Ecuador | Cronologia completa delle presenze e delle reti in nazionale ― Ecuador | Cronologia completa delle presenze e delle reti in nazionale ― Ecuador | Cronologia completa delle presenze e delle reti in nazionale ― Ecuador | Cronologia completa delle presenze e delle reti in nazionale ― Ecuador | Cronologia completa delle presenze e delle reti in nazionale ― Ecuador | Cronologia completa delle presenze e delle reti in nazionale ― Ecuador |
| Data                                                                   | Città                                                                  | In casa                                                                | Risultato                                                              | Ospiti                                                                 | Competizione                                                           | Reti                                                                   | Note                                                                   |
| ---------------------------------------------------------------------- | ---------------------------------------------------------------------- | ---------------------------------------------------------------------- | ---------------------------------------------------------------------- | ---------------------------------------------------------------------- | ---------------------------------------------------------------------- | ---------------------------------------------------------------------- | ---------------------------------------------------------------------- |
| 28-4-2004                                                              | Fort Lauderdale                                                        | Honduras                                                               | 1 – 1                                                                  | Ecuador                                                                | Amichevole                                                             | -                                                                      |                                                                        |
| 5-9-2004                                                               | Montevideo                                                             | Uruguay                                                                | 1 – 0                                                                  | Ecuador                                                                | Amichevole                                                             | -                                                                      |                                                                        |
| 26-1-2005                                                              | Ambato                                                                 | Ecuador                                                                | 2 – 0                                                                  | Panama                                                                 | Amichevole                                                             | -                                                                      | 46’                                                                    |
| 29-1-2005                                                              | Babahoyo                                                               | Ecuador                                                                | 2 – 0                                                                  | Panama                                                                 | Amichevole                                                             | -                                                                      | Uscita                                                                 |
| 16-2-2005                                                              | San José                                                               | Costa Rica                                                             | 1 – 2                                                                  | Ecuador                                                                | Amichevole                                                             | -                                                                      |                                                                        |
| 27-3-2005                                                              | Quito                                                                  | Ecuador                                                                | 5 – 2                                                                  | Paraguay                                                               | Qual. Mondiali 2006                                                    | 2                                                                      |                                                                        |
| 30-3-2005                                                              | Lima                                                                   | Perù                                                                   | 2 – 2                                                                  | Ecuador                                                                | Qual. Mondiali 2006                                                    | 1                                                                      |                                                                        |
| 5-5-2005                                                               | Fort Lauderdale                                                        | Paraguay                                                               | 0 – 1                                                                  | Ecuador                                                                | Amichevole                                                             | -                                                                      |                                                                        |
| 4-6-2005                                                               | Quito                                                                  | Ecuador                                                                | 2 – 0                                                                  | Argentina                                                              | Qual. Mondiali 2006                                                    | -                                                                      |                                                                        |
| 11-6-2005                                                              | New York                                                               | Italia                                                                 | 1 – 1                                                                  | Ecuador                                                                | Amichevole                                                             | -                                                                      |                                                                        |
| 3-9-2005                                                               | La Paz                                                                 | Bolivia                                                                | 1 – 2                                                                  | Ecuador                                                                | Qual. Mondiali 2006                                                    | -                                                                      |                                                                        |
| 8-10-2005                                                              | Quito                                                                  | Ecuador                                                                | 0 – 0                                                                  | Uruguay                                                                | Qual. Mondiali 2006                                                    | -                                                                      |                                                                        |
| 13-11-2005                                                             | Cracovia                                                               | Polonia                                                                | 3 – 0                                                                  | Ecuador                                                                | Amichevole                                                             | -                                                                      |                                                                        |
| 28-12-2005                                                             | Nairobi                                                                | Uganda                                                                 | 2 – 1                                                                  | Ecuador                                                                | Amichevole                                                             | -                                                                      |                                                                        |
| 1-3-2006                                                               | Rotterdam                                                              | Paesi Bassi                                                            | 1 – 0                                                                  | Ecuador                                                                | Amichevole                                                             | -                                                                      |                                                                        |
| 24-5-2006                                                              | East Rutherford                                                        | Colombia                                                               | 1 – 1                                                                  | Ecuador                                                                | Amichevole                                                             | -                                                                      | 80’                                                                    |
| 28-5-2006                                                              | Madrid                                                                 | Macedonia                                                              | 2 – 1                                                                  | Ecuador                                                                | Amichevole                                                             | -                                                                      |                                                                        |
| 9-6-2006                                                               | Gelsenkirchen                                                          | Polonia                                                                | 0 – 2                                                                  | Ecuador                                                                | Mondiali 2006 - 1º turno                                               | -                                                                      |                                                                        |
| 15-6-2006                                                              | Amburgo                                                                | Ecuador                                                                | 3 – 0                                                                  | Costa Rica                                                             | Mondiali 2006 - 1º turno                                               | -                                                                      | 46’                                                                    |
| 20-6-2006                                                              | Berlino                                                                | Ecuador                                                                | 0 – 3                                                                  | Germania                                                               | Mondiali 2006 - 1º turno                                               | -                                                                      | 52’ 63’                                                                |
| 25-6-2006                                                              | Stoccarda                                                              | Inghilterra                                                            | 1 – 0                                                                  | Ecuador                                                                | Mondiali 2006 - Ottavi di finale                                       | -                                                                      | 24’                                                                    |
| 10-10-2006                                                             | Rio de Janeiro                                                         | Brasile                                                                | 2 – 1                                                                  | Ecuador                                                                | Amichevole                                                             | -                                                                      |                                                                        |
| 25-3-2007                                                              | Tampa                                                                  | Stati Uniti                                                            | 3 – 1                                                                  | Ecuador                                                                | Amichevole                                                             | -                                                                      |                                                                        |
| 29-3-2007                                                              | Città del Messico                                                      | Messico                                                                | 4 – 2                                                                  | Ecuador                                                                | Amichevole                                                             | -                                                                      |                                                                        |
| 23-6-2007                                                              | Barranquilla                                                           | Colombia                                                               | 3 – 1                                                                  | Ecuador                                                                | Amichevole                                                             | -                                                                      |                                                                        |
| 28-6-2007                                                              | Puerto Ordaz                                                           | Cile                                                                   | 3 – 2                                                                  | Ecuador                                                                | Coppa America 2007 - 1º turno                                          | 1                                                                      |                                                                        |
| 2-7-2007                                                               | Maturín                                                                | Messico                                                                | 2 – 1                                                                  | Ecuador                                                                | Coppa America 2007 - 1º turno                                          | -                                                                      |                                                                        |
| 4-7-2007                                                               | Puerto La Cruz                                                         | Brasile                                                                | 1 – 0                                                                  | Ecuador                                                                | Coppa America 2007 - 1º turno                                          | -                                                                      |                                                                        |
| 13-10-2007                                                             | Quito                                                                  | Ecuador                                                                | 0 – 1                                                                  | Venezuela                                                              | Qual. Mondiali 2010                                                    | -                                                                      |                                                                        |
| 26-3-2008                                                              | Quito                                                                  | Ecuador                                                                | 3 – 1                                                                  | Haiti                                                                  | Amichevole                                                             | -                                                                      |                                                                        |
| 27-5-2008                                                              | Bordeaux                                                               | Francia                                                                | 2 – 0                                                                  | Ecuador                                                                | Amichevole                                                             | -                                                                      |                                                                        |
| 15-6-2008                                                              | Buenos Aires                                                           | Argentina                                                              | 1 – 1                                                                  | Ecuador                                                                | Qual. Mondiali 2010                                                    | -                                                                      |                                                                        |
| 19-6-2008                                                              | Quito                                                                  | Ecuador                                                                | 0 – 0                                                                  | Colombia                                                               | Qual. Mondiali 2010                                                    | -                                                                      |                                                                        |
| 10-9-2008                                                              | Montevideo                                                             | Uruguay                                                                | 0 – 0                                                                  | Ecuador                                                                | Qual. Mondiali 2010                                                    | -                                                                      |                                                                        |
| 12-10-2008                                                             | Quito                                                                  | Ecuador                                                                | 1 – 0                                                                  | Cile                                                                   | Qual. Mondiali 2010                                                    | -                                                                      |                                                                        |
| 29-3-2009                                                              | Quito                                                                  | Ecuador                                                                | 1 – 1                                                                  | Brasile                                                                | Qual. Mondiali 2010                                                    | -                                                                      |                                                                        |
| 1-4-2009                                                               | Quito                                                                  | Ecuador                                                                | 1 – 1                                                                  | Paraguay                                                               | Qual. Mondiali 2010                                                    | -                                                                      |                                                                        |
| 10-6-2009                                                              | Quito                                                                  | Ecuador                                                                | 2 – 0                                                                  | Argentina                                                              | Qual. Mondiali 2010                                                    | -                                                                      |                                                                        |
| 5-9-2009                                                               | Bogotà                                                                 | Colombia                                                               | 2 – 0                                                                  | Ecuador                                                                | Qual. Mondiali 2010                                                    | -                                                                      |                                                                        |
| 9-9-2009                                                               | La Paz                                                                 | Bolivia                                                                | 1 – 3                                                                  | Ecuador                                                                | Qual. Mondiali 2010                                                    | 1                                                                      |                                                                        |
| 11-10-2009                                                             | Quito                                                                  | Ecuador                                                                | 1 – 2                                                                  | Uruguay                                                                | Qual. Mondiali 2010                                                    | 1                                                                      |                                                                        |
| 5-9-2010                                                               | Città del Messico                                                      | Messico                                                                | 1 – 2                                                                  | Ecuador                                                                | Amichevole                                                             | -                                                                      |                                                                        |
| 7-9-2010                                                               | Caracas                                                                | Venezuela                                                              | 1 – 0                                                                  | Ecuador                                                                | Amichevole                                                             | -                                                                      |                                                                        |
| 26-3-2011                                                              | Madrid                                                                 | Ecuador                                                                | 0 – 2                                                                  | Colombia                                                               | Amichevole                                                             | -                                                                      |                                                                        |
| 3-7-2011                                                               | Asunción                                                               | Paraguay                                                               | 0 – 0                                                                  | Ecuador                                                                | Amichevole                                                             | -                                                                      |                                                                        |
| 7-10-2011                                                              | Quito                                                                  | Ecuador                                                                | 2 – 0                                                                  | Venezuela                                                              | Qual. Mondiali 2014                                                    | -                                                                      |                                                                        |
| 12-10-2011                                                             | Dallas                                                                 | Stati Uniti                                                            | 0 – 1                                                                  | Ecuador                                                                | Amichevole                                                             | -                                                                      |                                                                        |
| 12-11-2011                                                             | Asunción                                                               | Paraguay                                                               | 2 – 1                                                                  | Ecuador                                                                | Qual. Mondiali 2014                                                    | -                                                                      |                                                                        |
| 15-11-2011                                                             | Quito                                                                  | Ecuador                                                                | 2 – 0                                                                  | Perù                                                                   | Qual. Mondiali 2014                                                    | -                                                                      |                                                                        |
| 3-6-2012                                                               | Rosario                                                                | Argentina                                                              | 4 – 0                                                                  | Ecuador                                                                | Qual. Mondiali 2014                                                    | -                                                                      |                                                                        |
| 10-6-2012                                                              | Quito                                                                  | Ecuador                                                                | 1 – 0                                                                  | Colombia                                                               | Qual. Mondiali 2014                                                    | -                                                                      |                                                                        |
| 16-8-2012                                                              | Santiago del Cile                                                      | Cile                                                                   | 0 – 3                                                                  | Ecuador                                                                | Amichevole                                                             | -                                                                      |                                                                        |
| 7-9-2012                                                               | Quito                                                                  | Ecuador                                                                | 1 – 0                                                                  | Bolivia                                                                | Amichevole                                                             | -                                                                      |                                                                        |
| 11-9-2012                                                              | Montevideo                                                             | Uruguay                                                                | 1 – 1                                                                  | Ecuador                                                                | Amichevole                                                             | -                                                                      |                                                                        |
| 17-10-2012                                                             | Caracas                                                                | Venezuela                                                              | 1 – 1                                                                  | Ecuador                                                                | Amichevole                                                             | -                                                                      |                                                                        |
| 6-2-2013                                                               | Lisbona                                                                | Portogallo                                                             | 2 – 3                                                                  | Ecuador                                                                | Amichevole                                                             | 1                                                                      |                                                                        |
| 21-3-2013                                                              | Quito                                                                  | Ecuador                                                                | 5 – 0                                                                  | El Salvador                                                            | Amichevole                                                             | -                                                                      |                                                                        |
| 26-3-2013                                                              | Quito                                                                  | Ecuador                                                                | 4 – 1                                                                  | Armenia                                                                | Amichevole                                                             | -                                                                      |                                                                        |
| 29-5-2013                                                              | Monaco di Baviera                                                      | Germania                                                               | 4 – 2                                                                  | Ecuador                                                                | Amichevole                                                             | 1                                                                      |                                                                        |
| 8-6-2013                                                               | Quito                                                                  | Ecuador                                                                | 0 – 1                                                                  | Perù                                                                   | Qual. Mondiali 2014                                                    | -                                                                      |                                                                        |
| 11-6-2013                                                              | Liverpool                                                              | Inghilterra                                                            | 1 – 1                                                                  | Ecuador                                                                | Amichevole                                                             | -                                                                      |                                                                        |
| 7-9-2013                                                               | Bogotà                                                                 | Colombia                                                               | 1 – 0                                                                  | Ecuador                                                                | Qual. Mondiali 2014                                                    | -                                                                      |                                                                        |
| 10-9-2013                                                              | La Paz                                                                 | Bolivia                                                                | 1 – 1                                                                  | Ecuador                                                                | Qual. Mondiali 2014                                                    | -                                                                      |                                                                        |
| 11-10-2013                                                             | Quito                                                                  | Ecuador                                                                | 1 – 0                                                                  | Uruguay                                                                | Qual. Mondiali 2014                                                    | -                                                                      | cap.                                                                   |
| 16-10-2013                                                             | Santiago del Cile                                                      | Cile                                                                   | 2 – 1                                                                  | Ecuador                                                                | Qual. Mondiali 2014                                                    | -                                                                      |                                                                        |
| 16-11-2013                                                             | Buenos Aires                                                           | Argentina                                                              | 0 – 0                                                                  | Ecuador                                                                | Amichevole                                                             | -                                                                      | cap.                                                                   |
| 20-11-2013                                                             | New York                                                               | Ecuador                                                                | 2 – 2                                                                  | Honduras                                                               | Amichevole                                                             | -                                                                      |                                                                        |
| 5-3-2014                                                               | Brisbane                                                               | Australia                                                              | 3 – 4                                                                  | Ecuador                                                                | Amichevole                                                             | -                                                                      |                                                                        |
| 17-5-2014                                                              | Amsterdam                                                              | Paesi Bassi                                                            | 1 – 1                                                                  | Ecuador                                                                | Amichevole                                                             | -                                                                      |                                                                        |
| 31-5-2014                                                              | Città del Messico                                                      | Messico                                                                | 3 – 1                                                                  | Ecuador                                                                | Amichevole                                                             | -                                                                      |                                                                        |
| 4-6-2014                                                               | Manchester                                                             | Inghilterra                                                            | 2 – 2                                                                  | Ecuador                                                                | Amichevole                                                             | -                                                                      | cap.                                                                   |
| 15-6-2014                                                              | Brasilia                                                               | Svizzera                                                               | 2 – 1                                                                  | Ecuador                                                                | Mondiali 2014 - 1º turno                                               | -                                                                      | cap.                                                                   |
| 20-6-2014                                                              | Curitiba                                                               | Honduras                                                               | 1 – 2                                                                  | Ecuador                                                                | Mondiali 2014 - 1º turno                                               | -                                                                      | cap.                                                                   |
| 25-6-2014                                                              | Rio de Janeiro                                                         | Ecuador                                                                | 0 – 0                                                                  | Francia                                                                | Mondiali 2014 - 1º turno                                               | -                                                                      | cap.                                                                   |
| 29-3-2015                                                              | Città del Messico                                                      | Messico                                                                | 1 – 0                                                                  | Ecuador                                                                | Amichevole                                                             | -                                                                      |                                                                        |
| 8-9-2015                                                               | Quito                                                                  | Ecuador                                                                | 2 – 0                                                                  | Honduras                                                               | Amichevole                                                             | -                                                                      |                                                                        |
| 9-10-2015                                                              | Buenos Aires                                                           | Argentina                                                              | 0 – 2                                                                  | Ecuador                                                                | Qual. Mondiali 2018                                                    | -                                                                      |                                                                        |
| 13-10-2015                                                             | Quito                                                                  | Ecuador                                                                | 2 – 0                                                                  | Bolivia                                                                | Qual. Mondiali 2018                                                    | -                                                                      |                                                                        |
| 24-3-2016                                                              | Quito                                                                  | Ecuador                                                                | 2 – 2                                                                  | Paraguay                                                               | Qual. Mondiali 2018                                                    | -                                                                      |                                                                        |
| 29-3-2016                                                              | Bogotà                                                                 | Colombia                                                               | 3 – 1                                                                  | Ecuador                                                                | Qual. Mondiali 2018                                                    | -                                                                      |                                                                        |
| 5-6-2016                                                               | Pasadena                                                               | Brasile                                                                | 0 – 0                                                                  | Ecuador                                                                | Coppa America 2016 - 1º turno                                          | -                                                                      |                                                                        |
| 8-6-2016                                                               | Glendale                                                               | Ecuador                                                                | 2 – 2                                                                  | Perù                                                                   | Coppa America 2016 - 1º turno                                          | -                                                                      |                                                                        |
| 12-6-2016                                                              | East Rutherford                                                        | Ecuador                                                                | 4 – 0                                                                  | Haiti                                                                  | Coppa America 2016 - 1º turno                                          | 1                                                                      |                                                                        |
| 17-6-2016                                                              | Seattle                                                                | Stati Uniti                                                            | 2 – 1                                                                  | Ecuador                                                                | Coppa America 2016 - Ottavi di finale                                  | -                                                                      |                                                                        |
| 7-9-2016                                                               | Lima                                                                   | Perù                                                                   | 2 – 1                                                                  | Ecuador                                                                | Qual. Mondiali 2018                                                    | -                                                                      |                                                                        |
| 6-10-2016                                                              | Quito                                                                  | Ecuador                                                                | 3 – 0                                                                  | Cile                                                                   | Qual. Mondiali 2018                                                    | 1                                                                      |                                                                        |
| 11-10-2016                                                             | La Paz                                                                 | Bolivia                                                                | 2 – 2                                                                  | Ecuador                                                                | Qual. Mondiali 2018                                                    | -                                                                      |                                                                        |
| 24-3-2017                                                              | Asunción                                                               | Paraguay                                                               | 2 – 1                                                                  | Ecuador                                                                | Qual. Mondiali 2018                                                    | -                                                                      |                                                                        |
| 28-3-2017                                                              | Quito                                                                  | Ecuador                                                                | 0 – 2                                                                  | Colombia                                                               | Qual. Mondiali 2018                                                    | -                                                                      |                                                                        |
| 1-9-2017                                                               | Porto Alegre                                                           | Brasile                                                                | 2 – 0                                                                  | Ecuador                                                                | Qual. Mondiali 2018                                                    | -                                                                      | cap.                                                                   |
| 5-9-2017                                                               | Quito                                                                  | Ecuador                                                                | 1 – 2                                                                  | Perù                                                                   | Qual. Mondiali 2018                                                    | -                                                                      | cap.                                                                   |
| 5-10-2017                                                              | Santiago del Cile                                                      | Cile                                                                   | 2 – 1                                                                  | Ecuador                                                                | Qual. Mondiali 2018                                                    | -                                                                      | cap. 66’                                                               |
| 16-11-2018                                                             | Lima                                                                   | Perù                                                                   | 0 – 2                                                                  | Ecuador                                                                | Amichevole                                                             | 1                                                                      | 81’                                                                    |
| 22-3-2019                                                              | Orlando                                                                | Stati Uniti                                                            | 1 – 0                                                                  | Ecuador                                                                | Amichevole                                                             | -                                                                      |                                                                        |
| 1-6-2019                                                               | Miami                                                                  | Ecuador                                                                | 1 – 1                                                                  | Venezuela                                                              | Amichevole                                                             | -                                                                      | 69’                                                                    |
| 10-6-2019                                                              | Arlington                                                              | Messico                                                                | 3 – 2                                                                  | Ecuador                                                                | Amichevole                                                             | -                                                                      | 46’                                                                    |
| 16-6-2019                                                              | Belo Horizonte                                                         | Uruguay                                                                | 4 – 0                                                                  | Ecuador                                                                | Coppa America 2019 - 1º turno                                          | -                                                                      |                                                                        |
| 21-6-2019                                                              | Salvador                                                               | Ecuador                                                                | 1 – 2                                                                  | Cile                                                                   | Coppa America 2019 - 1º turno                                          | -                                                                      | 60’                                                                    |
| 25-6-2019                                                              | Belo Horizonte                                                         | Ecuador                                                                | 1 – 1                                                                  | Giappone                                                               | Coppa America 2019 - 1º turno                                          | -                                                                      | 83’                                                                    |
| Totale                                                                 |                                                                        | Presenze (7º posto)                                                    | 99                                                                     |                                                                        | Reti                                                                   | 11                                                                     |                                                                        |

## Palmarès

### Club

#### Competizioni nazionali
- Campionato ecuadoriano: 1

El Nacional: Clausura 2005
- Coppa di Lega inglese: 2

Manchester United: 2009-2010, 2016-2017
- Community Shield: 4

Manchester United: 2010, 2011, 2013, 2016
- Campionato inglese: 2

Manchester United: 2010-2011, 2012-2013
- Coppa d'Inghilterra: 1

Manchester United: 2015-2016

#### Competizioni internazionali
- UEFA Europa League: 1

Manchester United: 2016-2017

### Individuale
- Inserito nella Squadra dell'anno della PFA: 1

2010
- Miglior calciatore giovane: 1

2010
- Squadra della stagione della UEFA Europa League: 1

2016-2017